# Seeberg
Seeberg is een gemeente en plaats in het Zwitserse kanton Bern, en maakt deel uit van het district Oberaargau.
Seeberg telt 1.423 inwoners.